# アントウェルペン市電
アントウェルペン市電（フランス語: Tramway d'Anvers、オランダ語: Antwerpse tram）は、ベルギーの大都市・アントウェルペン（アントワープ）に存在する路面電車。地上区間に加えて地下鉄と同規格の地下区間（プレメトロ）の路線網（アントウェルペン・プレメトロ）も有しており、2020年現在はフランデレン地域で路線バス、路面電車などの公共交通事業を展開するフランデレン交通公社、通称"ドゥ・レイン"によって運営が行われている。

## 歴史

### 第二次世界大戦まで
アントウェルペン市内に軌道交通が初めて開通したのは、急速に人口や規模が拡大した19世紀後半、1873年5月に開通した馬車鉄道であった。公共交通機関への高い需要に応じて同年以降多数の馬車鉄道の路線が開通したが、これらは複数の企業によって運営されており、車両の規格や料金体系も異なり一部は対立関係に陥った事から利便性に難が生じ、利用客のみならず各企業への不利益にも繋がった。そこでこの事態を解消するため、1895年に馬車鉄道や乗合馬車の資産管理会社である軌道相互会社（Compagnie Mutuelle de Tramways）が設立され、同社を中心とした協議の結果1899年以降馬車鉄道の運営企業はアントウェルペン一般路面電車会社（GGTA）へ統一された。そして、同社による路線網の再編成を経て1902年から路線の電化による路面電車の運転が始まった。
1909年の時点で既にGGTAはアントウェルペン市内に13系統を擁する路線網を有していたが、1910年代にはアントウェルペン郊外への延伸が行われ、第一次世界大戦以降は市内の路線網の拡張が始まった。特に1920年のオリンピック、1930年のアントワープ殖民及起用万国博覧会での大量輸送において路面電車は大きな役割を果たした。その一方で1927年には路面電車の運営権が新会社のアントウェルペン軌道（T.A.）へと移管している。その後は同社による近代化が促進されたが、第二次世界大戦中は大量の乗客に対する深刻な輸送力不足や戦闘による被害に見舞われた。

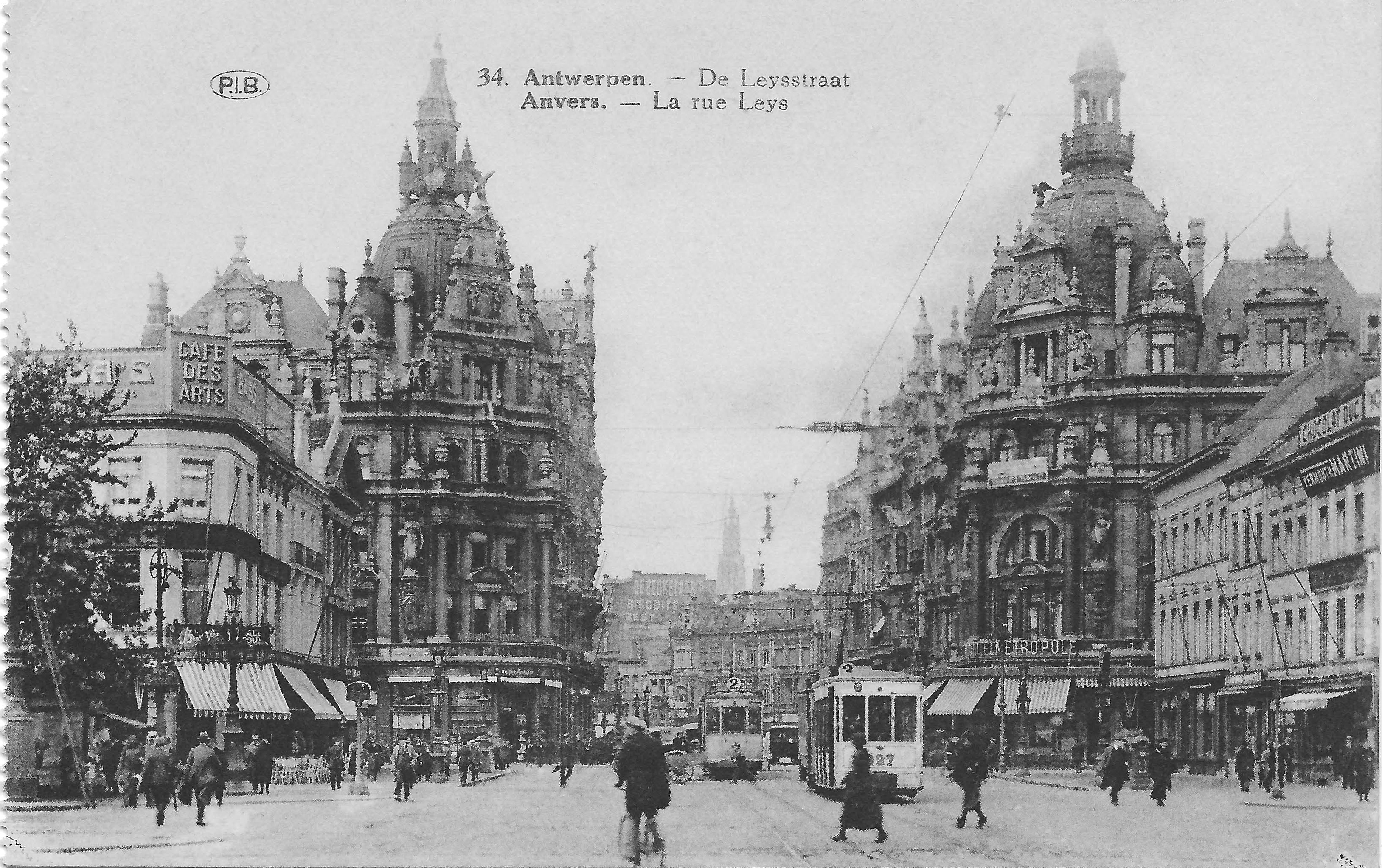
第一次世界大戦前のアントウェルペン市電
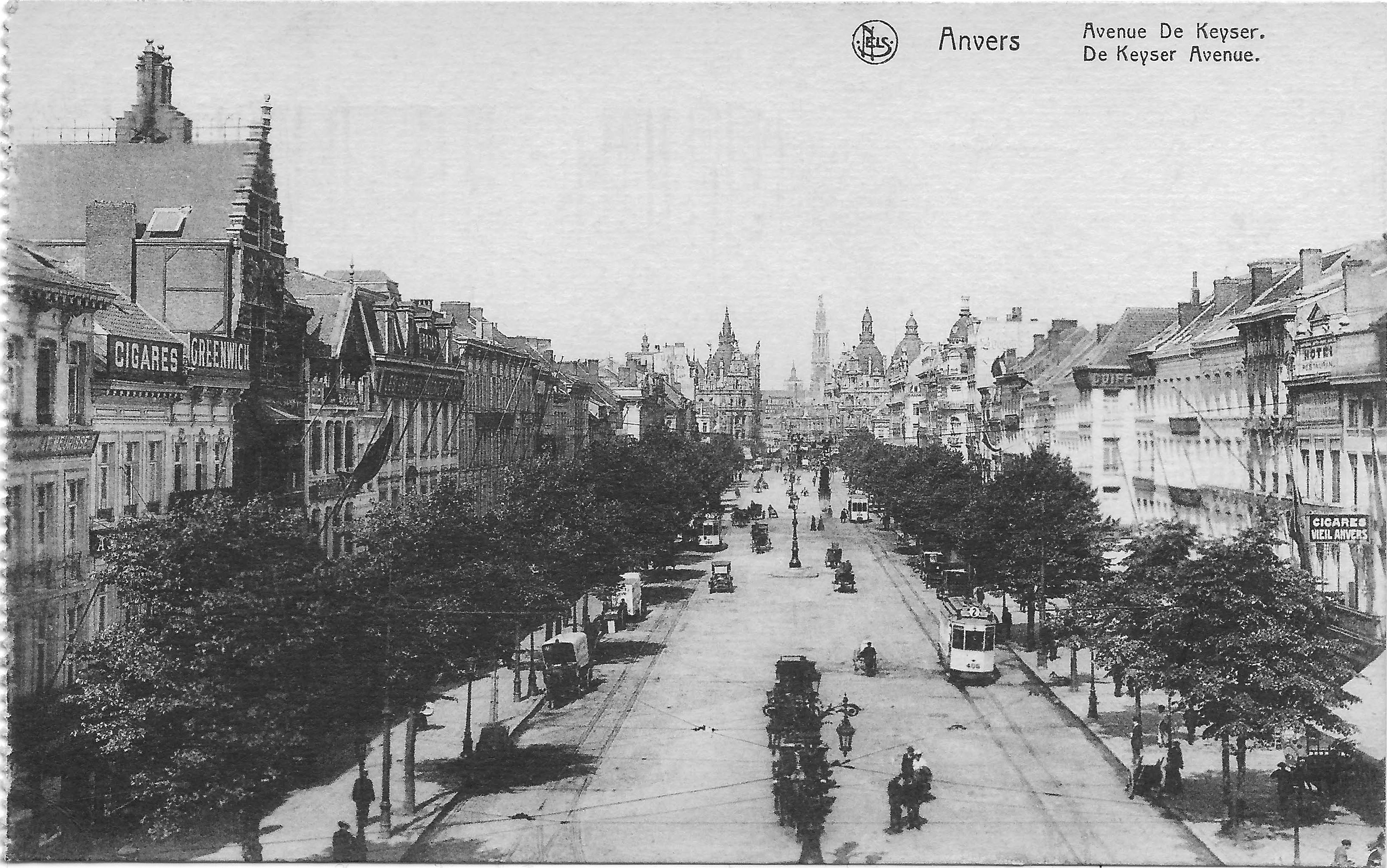
1920年代のアントウェルペン市電
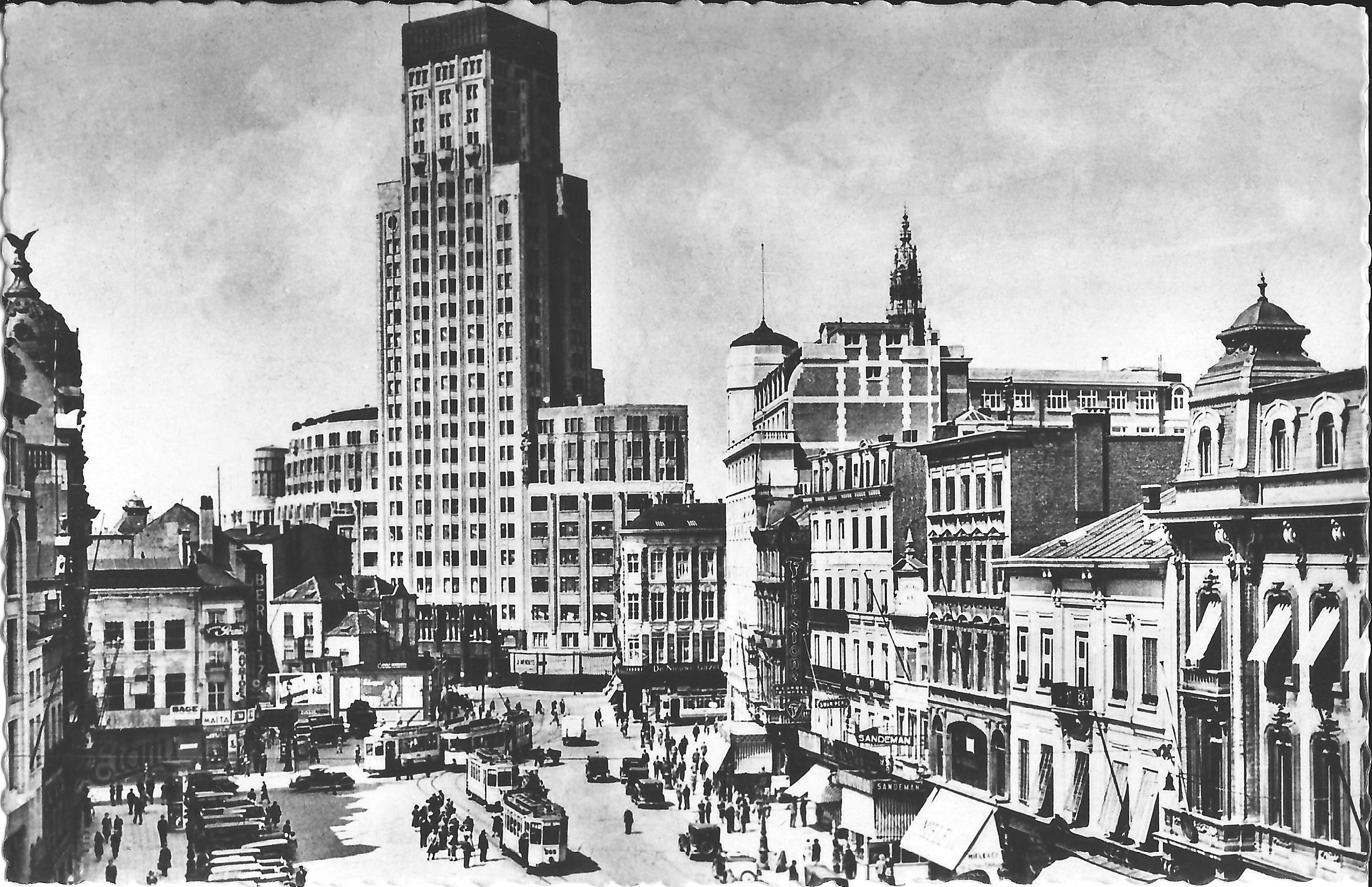
1930年代のアントウェルペン市電

### 戦後の近代化
終戦後の1945年、ライセンス期限を迎えたアントウェルペン軌道に代わり、市電の運営権は暫定組織であるアントウェルペン市内・郊外路面電車会社（Tramwegen van Antwerpen en Omgeving、T.A.O.）へ継承される事となった。だが、1946年に最高値を記録した利用客数は同年以降バスや自家用車の発達（モータリーゼーション）により減少の一途を辿り、複数の路線が廃止された。それでも同社は系統の再編成や定時制確保や高速化を目的とした専用軌道化などの施策を進め、1960年からはアメリカ合衆国で開発された高性能路面電車・PCCカーの導入により本格的な近代化が始まった。その後、1963年1月1日に設立されたアントウェルペン市外交通会社（Maatschappij voor het Intercommunaal Vervoer te Antwerpen、MIVA）は市電を始めとする公共交通機関の整備や近代化を進め、車庫や修理工場の再建も実施された。そして同年代にはベルギー運輸省の主導により高規格の地下鉄と同規格のトンネルを敷設し路面電車を走らせるプレメトロ（アントウェルペン・プレメトロ）計画が始動し、1970年から建設が始まった後1975年3月25日に最初の区間が営業運転を開始した。その後もプレメトロは延伸を重ね、1990年にはスヘルデ川の地下を潜り対岸を結ぶ区間が開通し西岸の地域から中心部への利便性が大幅に向上した。ただしMIVAの財政難の影響を受け、建設されながらも使用されない地下トンネルや地下駅も幾つか存在した。
その後、アントウェルペンを含めたベルギーのフランデレン地域の公共交通事業者（ベルギー国鉄を除く）は1988年に実施された制度改革によりフランデレン政府の管轄下におかれる事となり、1991年1月1日以降フランデレン交通公社（Vlaamse Vervoermaatschappij）、ブランド名「ドゥ・レイン」として運営される事となった。

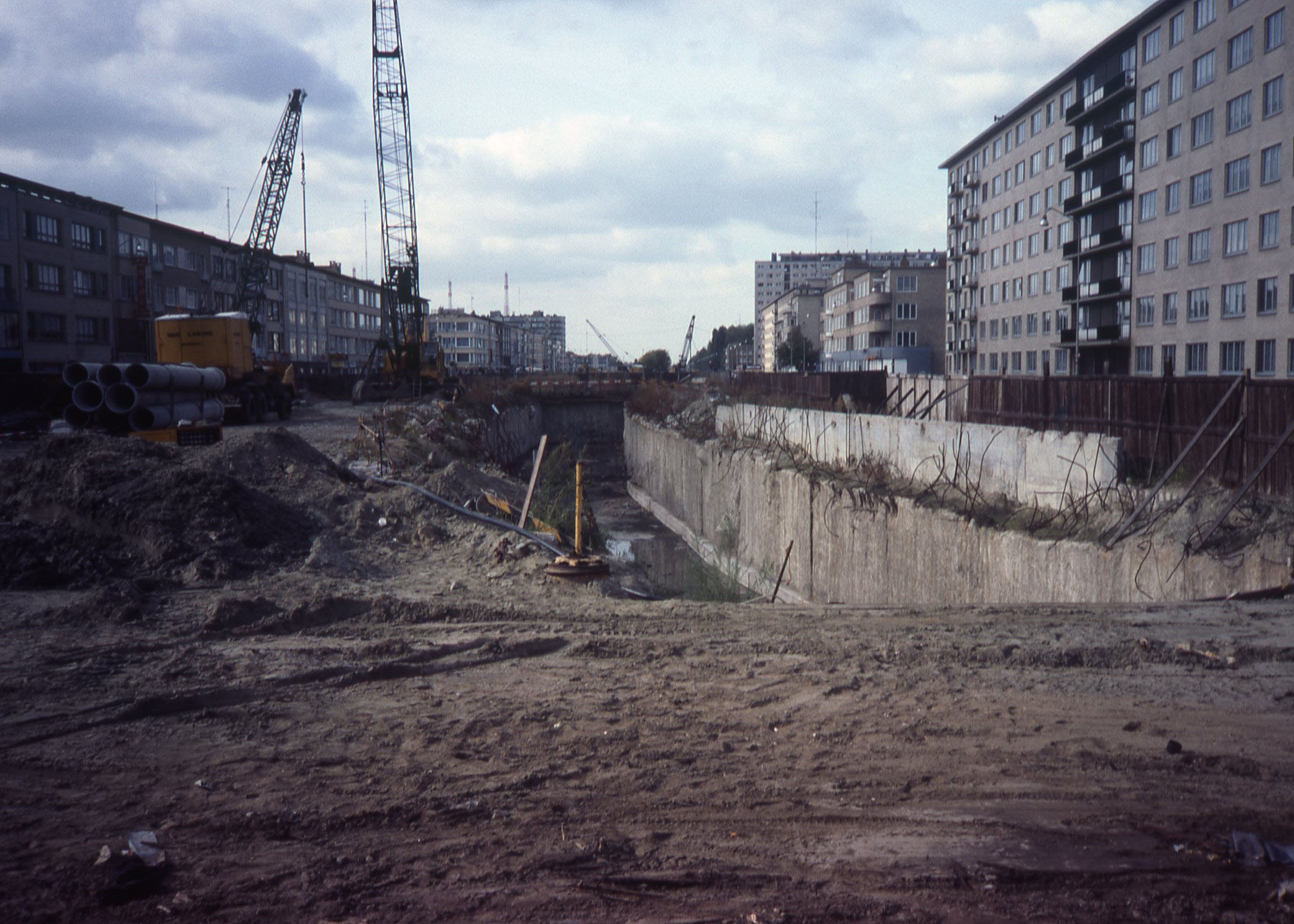
建設が進むプレメトロのトンネル（1985年撮影）
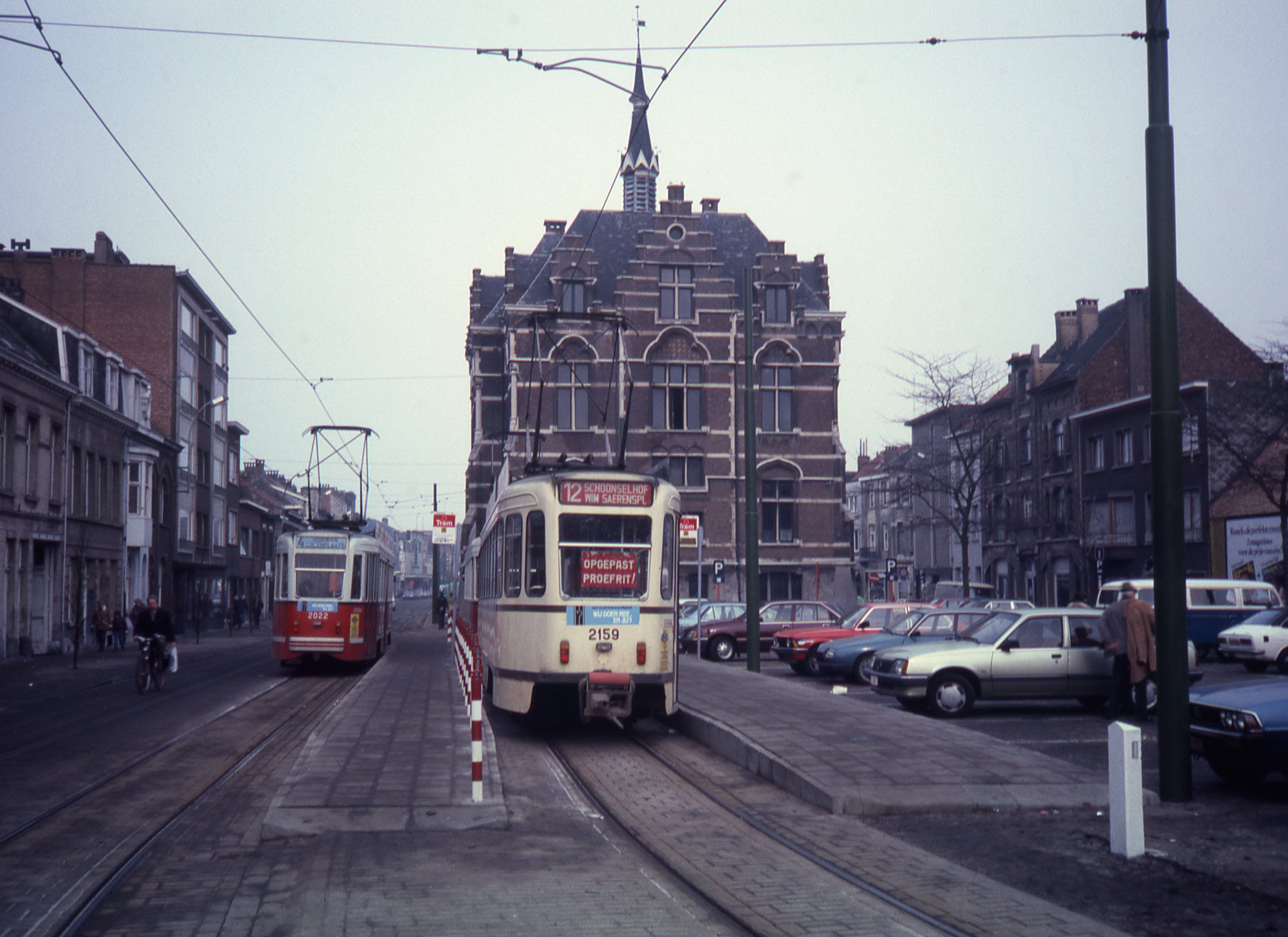
1980年代のアントウェルペン市電（1985年撮影）
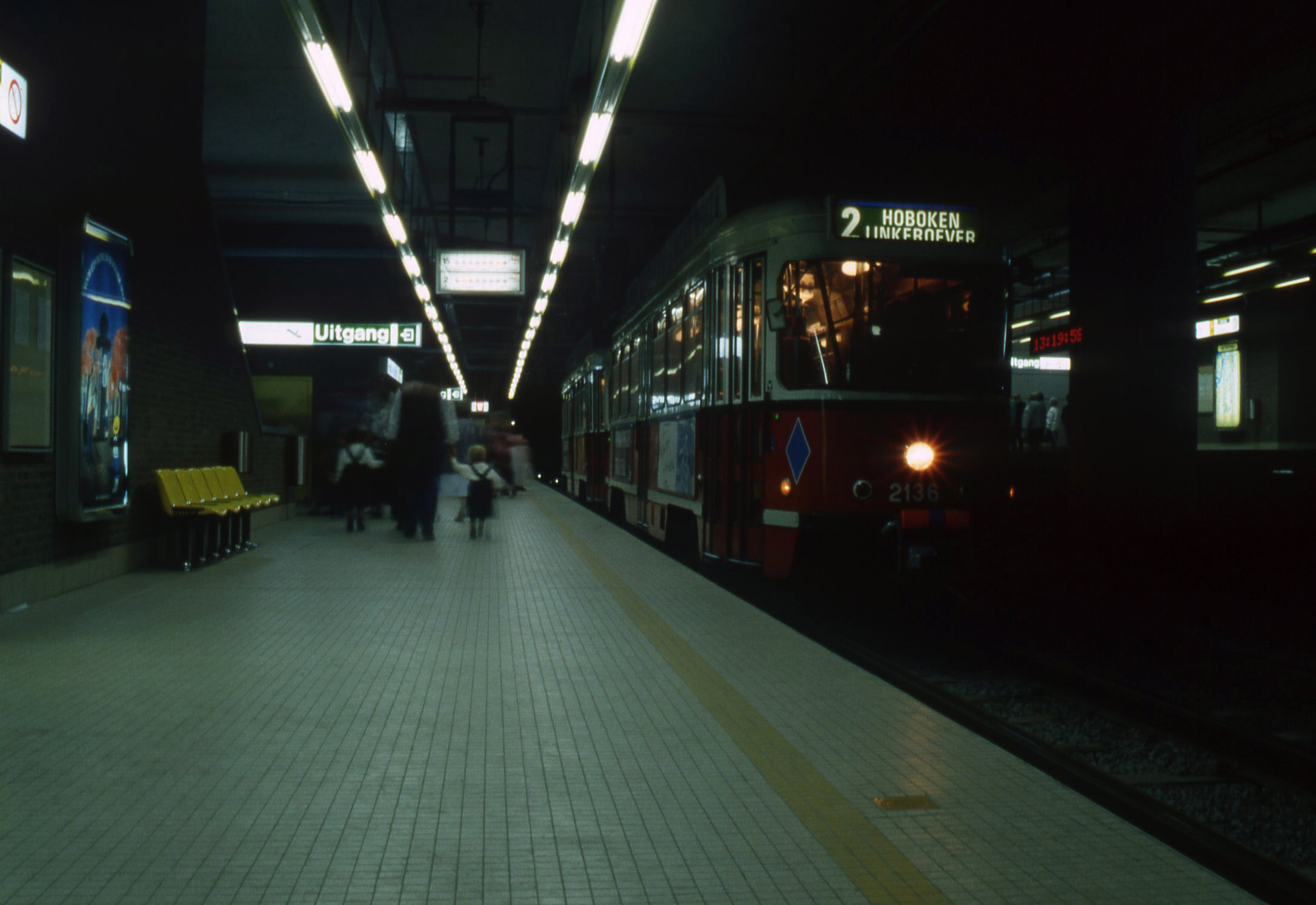
MIVA時代末期のプレメトロ（1990年撮影）

### 21世紀の大規模プロジェクト
ドゥ・レイン移行後の利便性向上に加えて公共交通機関の見直しの流れを受け、2000年代以降のアントウェルペン市電では利用客の増加が顕著となっている。それに合わせてドゥ・レインでは老朽化したPCCカーの置き換え目的も含めて新型超低床電車の導入を進めている一方、路線の新設も積極的に行われている。その中で、フランデレン政府を含めた官民パートナーシップ（PPP）によって行われた大規模プロジェクトは以下の通りである。
- "ブラボー1（Brabo I）" - アントウェルペン東部へ向かう2つの路面電車路線の延伸および車両基地の新設、橋梁や道路など関連するインフラ整備により、公共交通の利便性の促進を図ったプロジェクト。フランデレン政府道路局とドゥ・レインが主導し、複数の建設請負会社が参入したPPPによって計画・建設が進められ、既存の路線網の整備の追加に伴う費用の増加や計画変更に伴う混乱、計画が始動した2000年代後半の金融危機による長期借入金の調達の遅れ、沿線住民からの反対運動などの支障はあったものの2012年に全計画が完了した[16][17]。
- "リヴァン1（Livan 1）" - アントウェルペン市内の地下に建設されたプレメトロ用のトンネルのうち、建設後長年に渡り使用されず放置されていた"リヴァン1"と呼ばれる区間は、接続する地上区間とともにフランデレン政府が進める交通計画"ペガサスプラン（Pegasusplan）（オランダ語版）"に基づき官民パートナーシップ（PPP）によって整備が行われ、2015年5月から営業運転を開始した[14][18][19]。
- ブラボー2（Brabo II） - 港湾局や博物館「MAS」などの観光スポットが点在するアイランチェ（Eilandje）地区やアントウェルペン中心部、北部を結ぶ路線網「ノールダーレイン（Noorderlijn）」を敷設するプロジェクト。アントウェルペン中心部の大通りを経由する区間は1965年に廃止された路線が事実上復活する形となった。建設に際しては既存の路線の整備も併せて行われ、予定から1年以上の遅延はあったものの2019年12月8日までに全路線が開通した[注釈 1][20][21][22][23]。

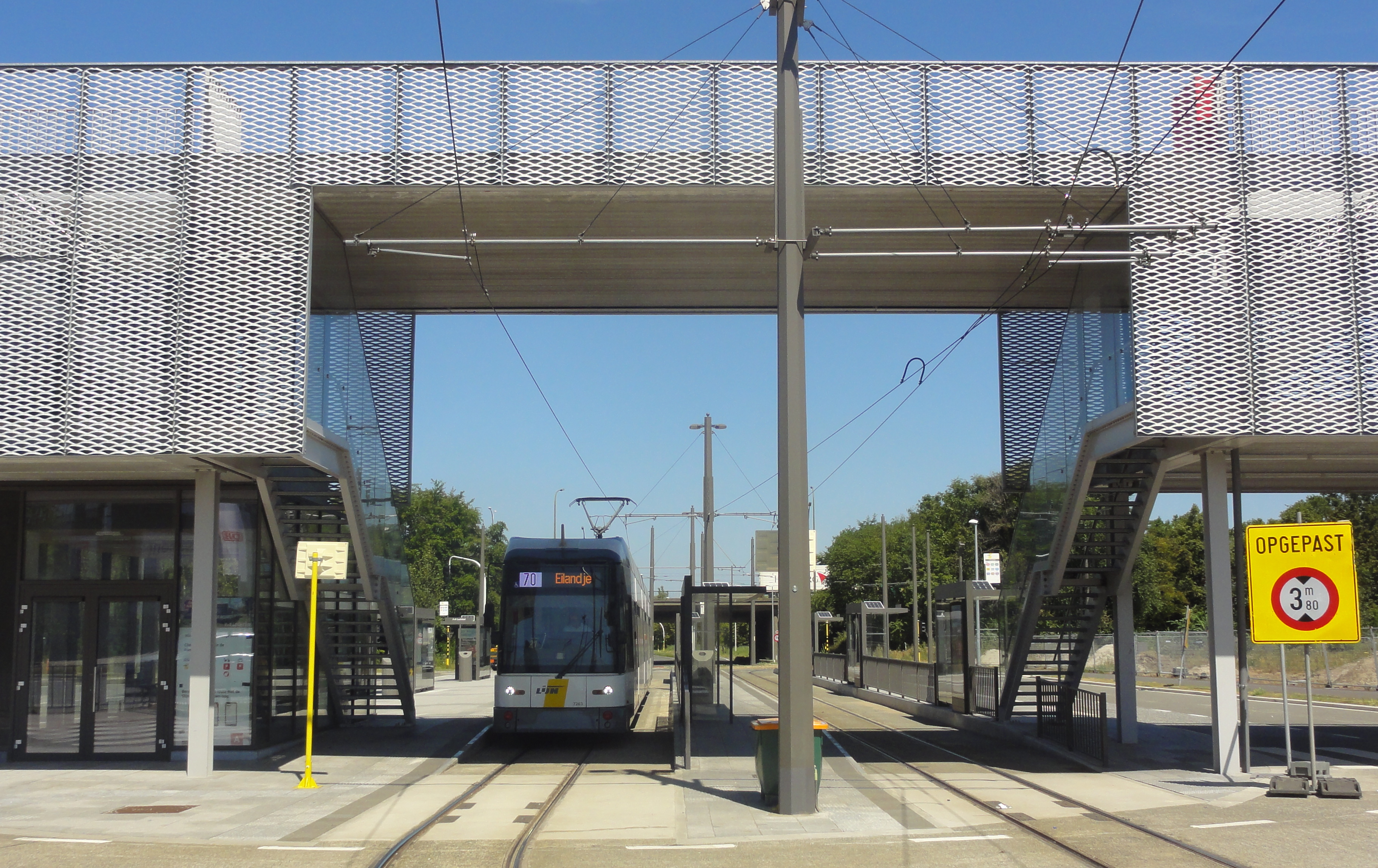
"ブラボー2"計画によって開通したノールダーレインの電停（2019年撮影）
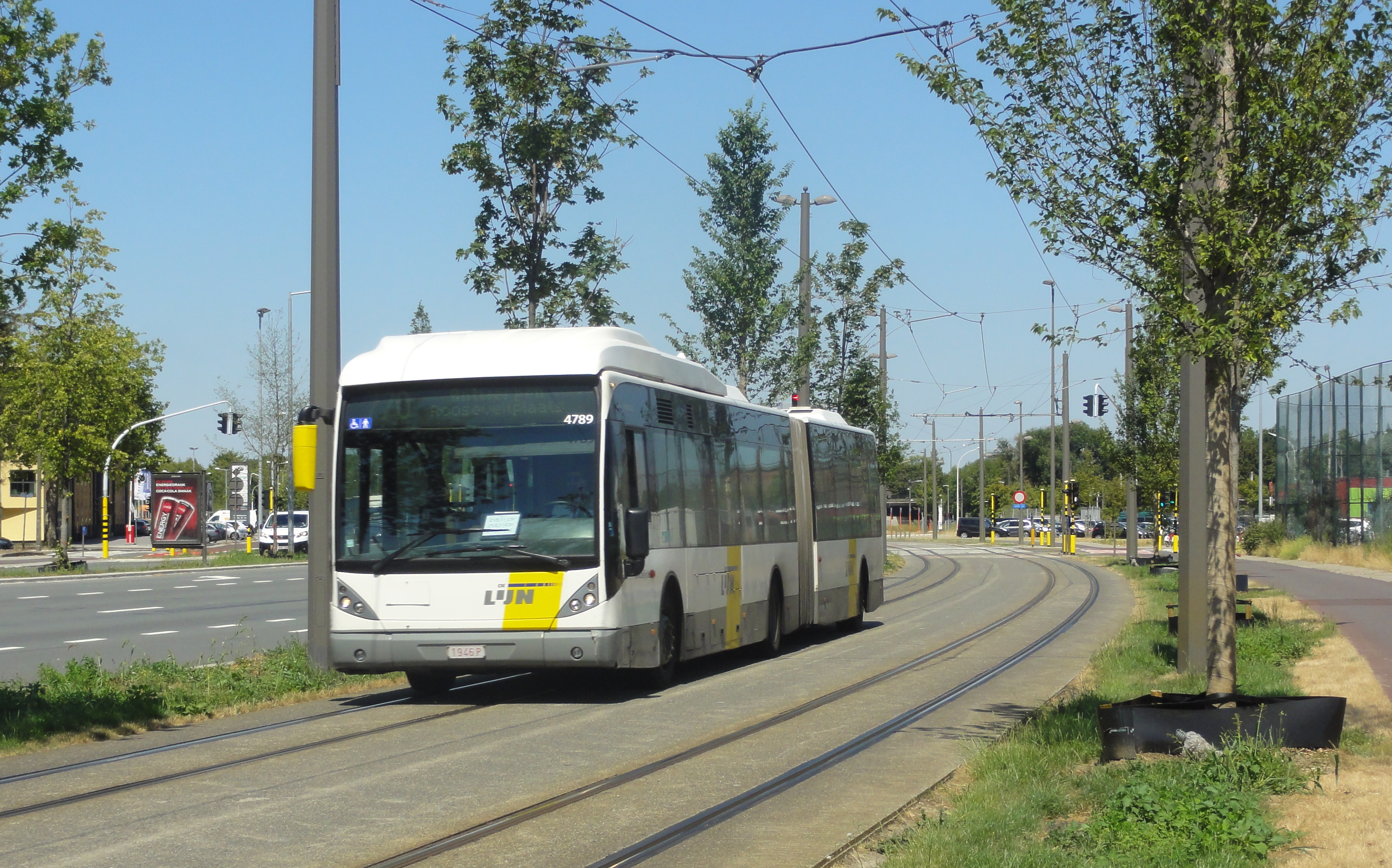
工事による運休中は代行バスが設定された（2019年撮影）

## 運行

### 系統
2020年現在、アントウェルペン市電は以下の14系統が運行している。電停名の「P+R」は「パーク・アンド・ライド（Park and Ride）」に対応した駐車場が設置されている事を示す。これらの系統の途中電停は乗客からのリクエストがない限り基本的に通過するため、降車の際にはボタンで運転士に知らせる必要がある。

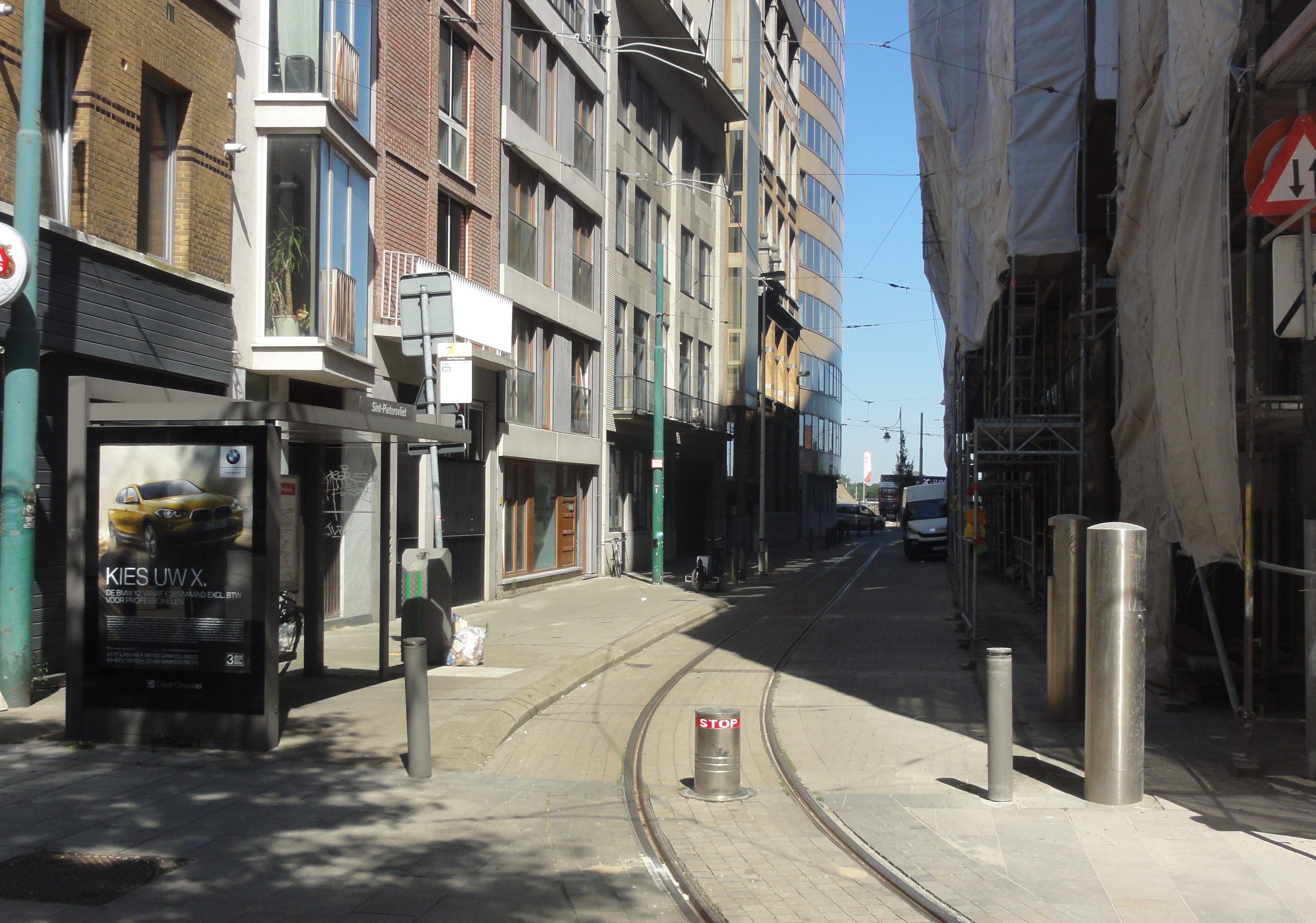
狭い道の中央部を走る単線の併用軌道（2019年撮影）
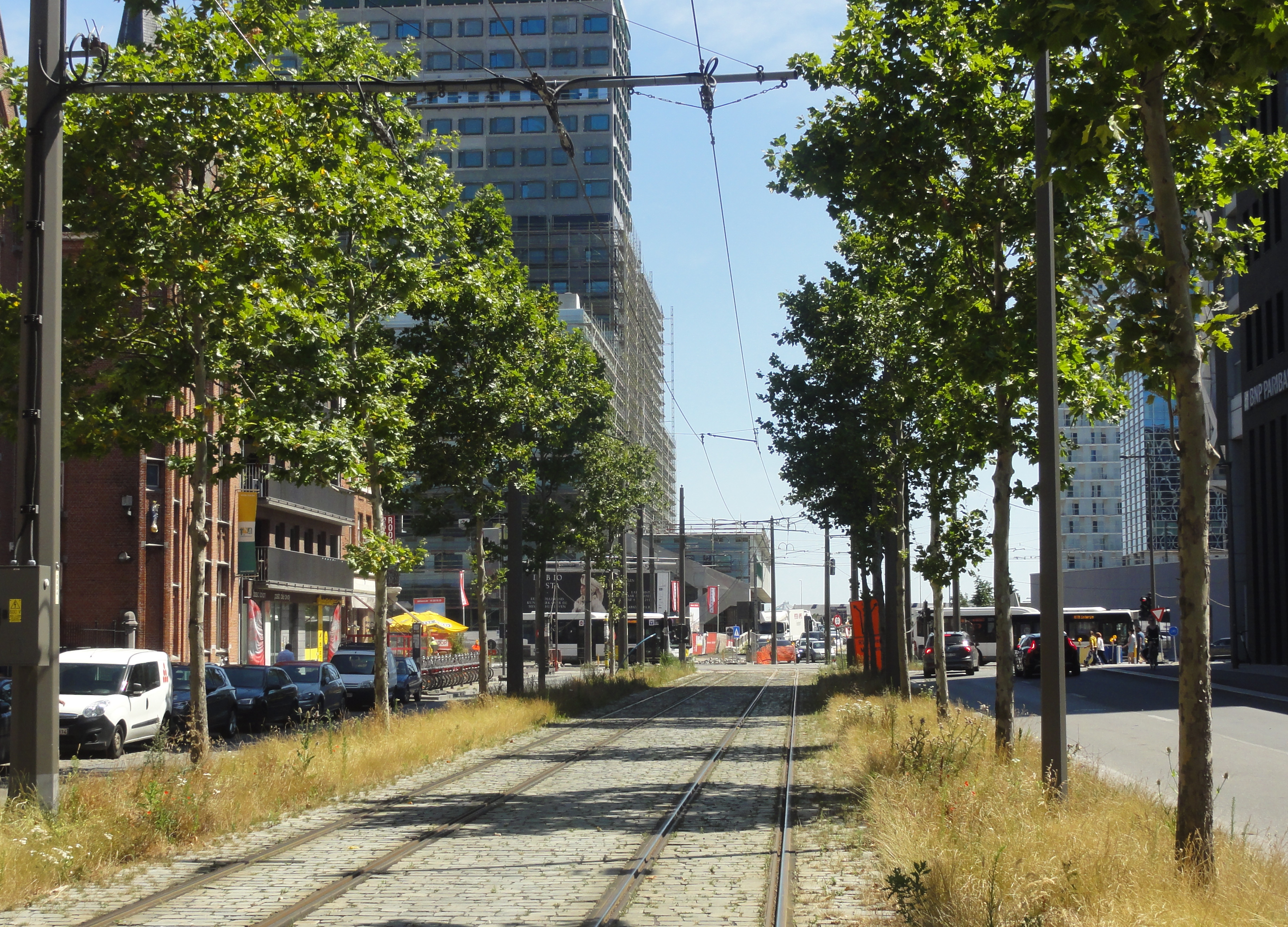
市内に敷かれた専用軌道（2019年撮影）
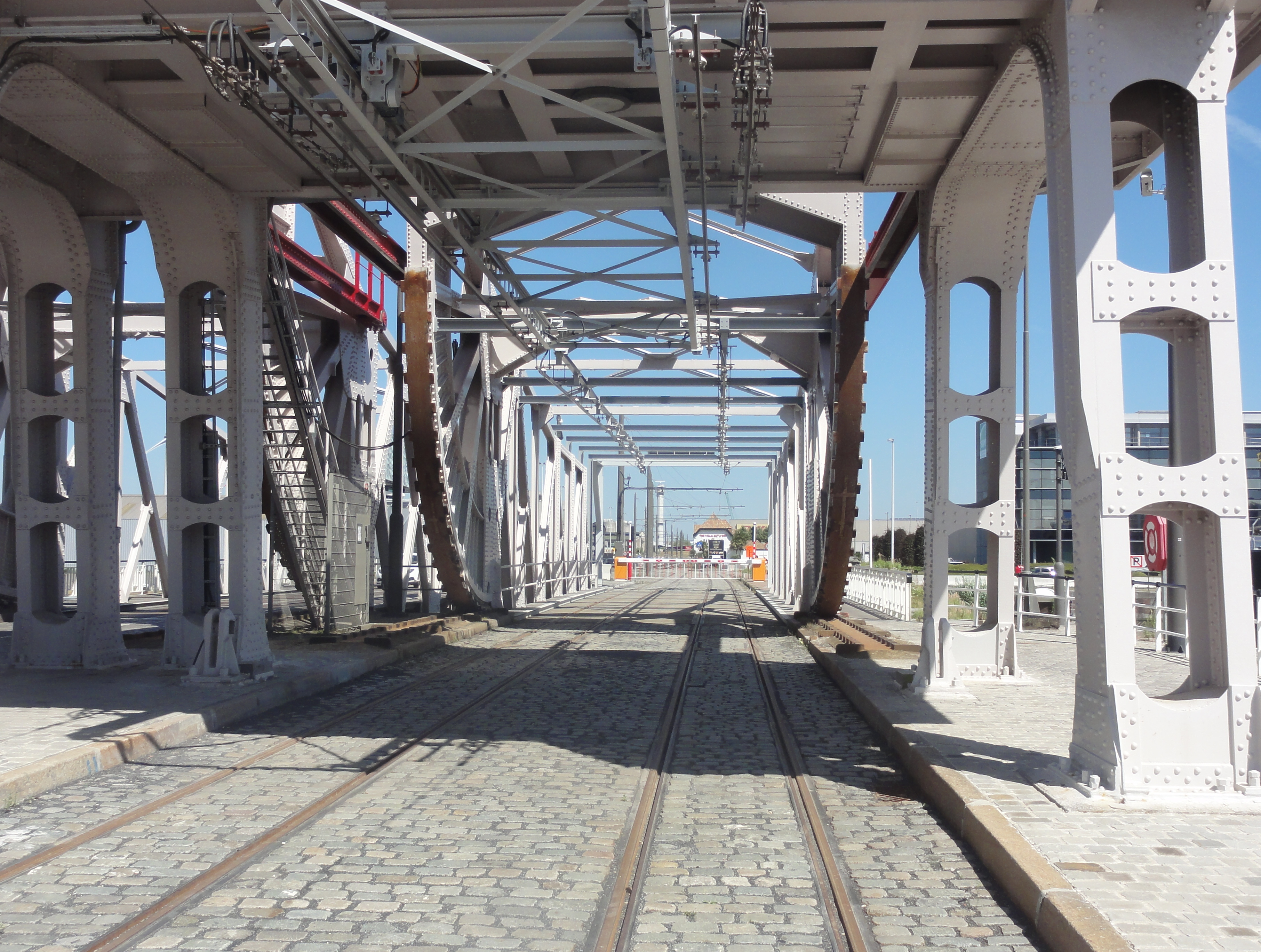
可動橋（メシコブルヘン（オランダ語版））に敷かれた軌道（2019年撮影）
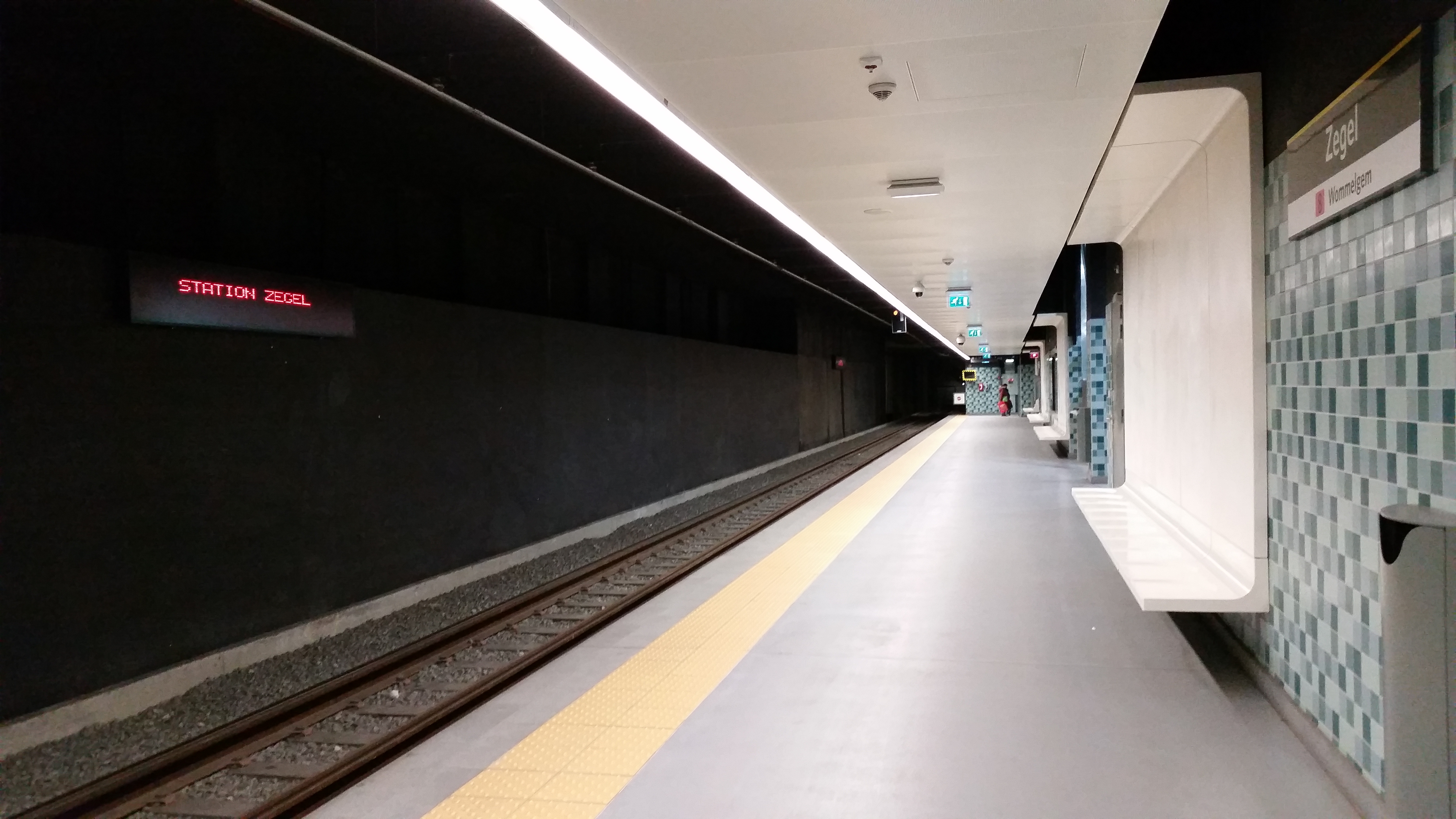
プレメトロ（フランス語版、オランダ語版）の駅（2016年撮影）

| 系統番号 | 起点            | 終点             | 備考                                            |
| -------- | --------------- | ---------------- | ----------------------------------------------- |
| 1        | P+R Luchtbal    | Zuid             |                                                 |
| 2        | Hoboken         | P+R Merksem      | Plantin - Astrid - Sport間はプレメトロを経由    |
| 3        | P+R Merksem     | P+R Melsele      | Van Eeden - Astrid - Sport間はプレメトロを経由  |
| 4        | Hoboken         | Silsburg         |                                                 |
| 5        | Wijnegem        | P+R Linkeroever  | Plantin - Astrid - Sport間はプレメトロを経由    |
| 6        | P+R Luchtbal    | P+R Olympiade    | Sport - Astrid - Plantin間はプレメトロを経由    |
| 7        | Mortsel         | Eilandje         |                                                 |
| 8        | P+R Wommelgem   | Astrid           | Zegel - Astrid間はプレメトロを経由              |
| 9        | Eksterlaar      | P+R Linkeroever  | Van Eeden - Opera - Plantin間はプレメトロを経由 |
| 10       | Wijnegem        | P+R Schoonselhof | Zegel - Astrid - Opera間はプレメトロを経由      |
| 11       | Berchem Station | Melkmarkt        |                                                 |
| 12       | Sportpaleis     | Centraal Station |                                                 |
| 15       | P+R Boechout    | P+R Linkeroever  | Van Eeden - Opera - Plantin間はプレメトロを経由 |
| 24       | Silsburg        | Havenhuis        |                                                 |

### 運賃
アントウェルペン市電を含めたドゥ・レインが運営する公共交通機関は統一運賃を採用しており、各地の電停に設置されている券売機から乗車券を購入する場合、2020年時点の運賃は片道2.5ユーロ（購入後1時間有効）となる。また、同一区間の往復に適した2回乗車券（5ユーロ）、10回利用可能な乗車券（16ユーロ）、1日（7.5ユーロ）・3日（15ユーロ）利用可能な乗車券なども発行されている。
一方、ドゥ・レインではスマートフォン向けのアプリケーションも展開しており、こちらを利用した場合片道運賃が1.8ユーロに割引される他、10回乗車券（15ユーロ）、1日乗車券（7.5ユーロ）も購入可能である。また、アプリをダウンロードしなくてもSMS認証から乗車券（片道券、1日券）を購入することが可能だが、券売機から購入する場合と同額になる他、0.15ユーロ分の通信料が必要となる。

## 車両

### 現有車両
2020年の時点でアントウェルペン市電で使用されている車両は全て運転台や乗降扉が車体片側のみに設置されている片運転台車両である。
- PCCカー - アメリカ合衆国で開発された高性能路面電車で、ベルギー各地に導入されたのは国内企業のBN（英語版）とACECが製造した車両である。そのうちアントウェルペン市電向け車両は1960年から1975年にかけて166両が製造され、近代化に大きく貢献した。1両（単行）もしくは2両編成で運用され、一部は近代化工事も実施されたものの、超低床電車への置き換えが進んでおり後述する新型車両によって全車とも引退する事になっている[7][28]。
- "ヘアメレイン" - ドゥ・レイン移行後に導入が行われた、アントウェルペン市電初の超低床電車。ドイツのドレスデン市電に導入されたNGT6DDを基に設計された、車内の70 %が低床構造となっている5車体連接式の部分超低床電車である。夏季には一部車両がドゥ・レインが運営するベルギー沿岸軌道へ貸し出される[7]。
- "アルバトロス" - ボンバルディア・トランスポーテーションが手掛ける、車内全体が低床構造となっている連接車のフレキシティ2。2020年現在は5車体連接車と7車体連接車の2種類が在籍する[7][29][30]。

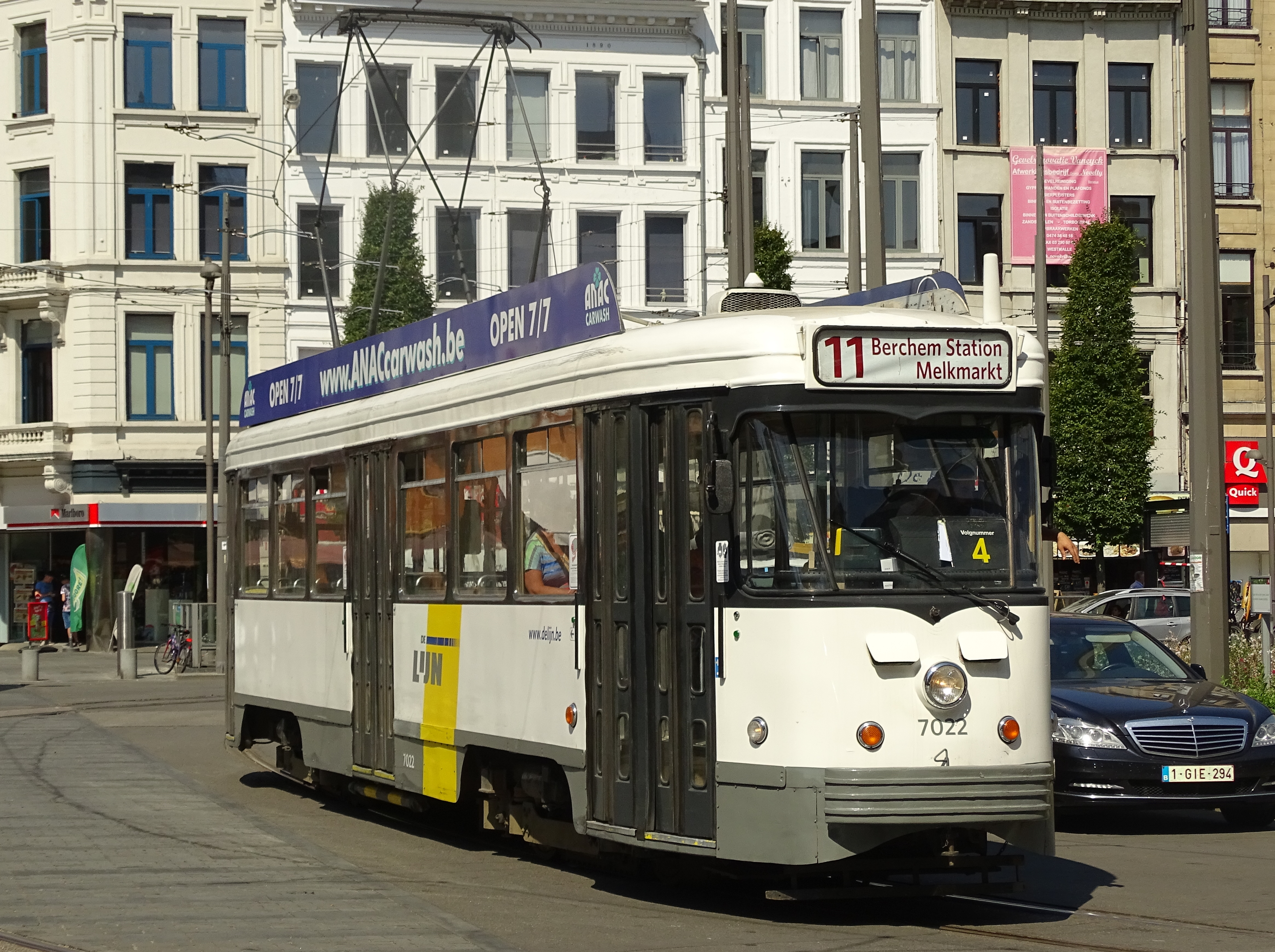
PCCカー（2015年撮影）
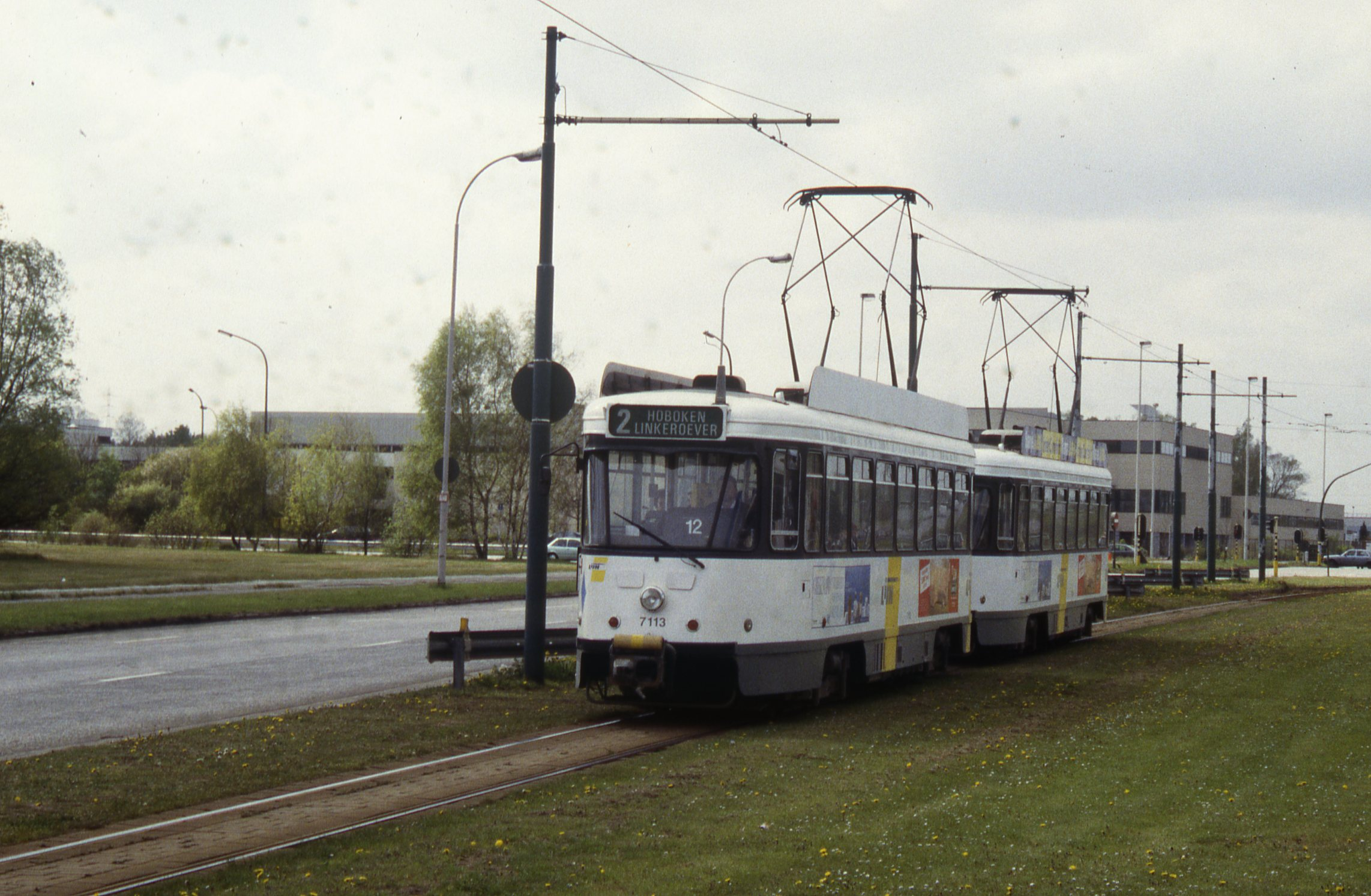
PCCカー（2両編成、1997年撮影）
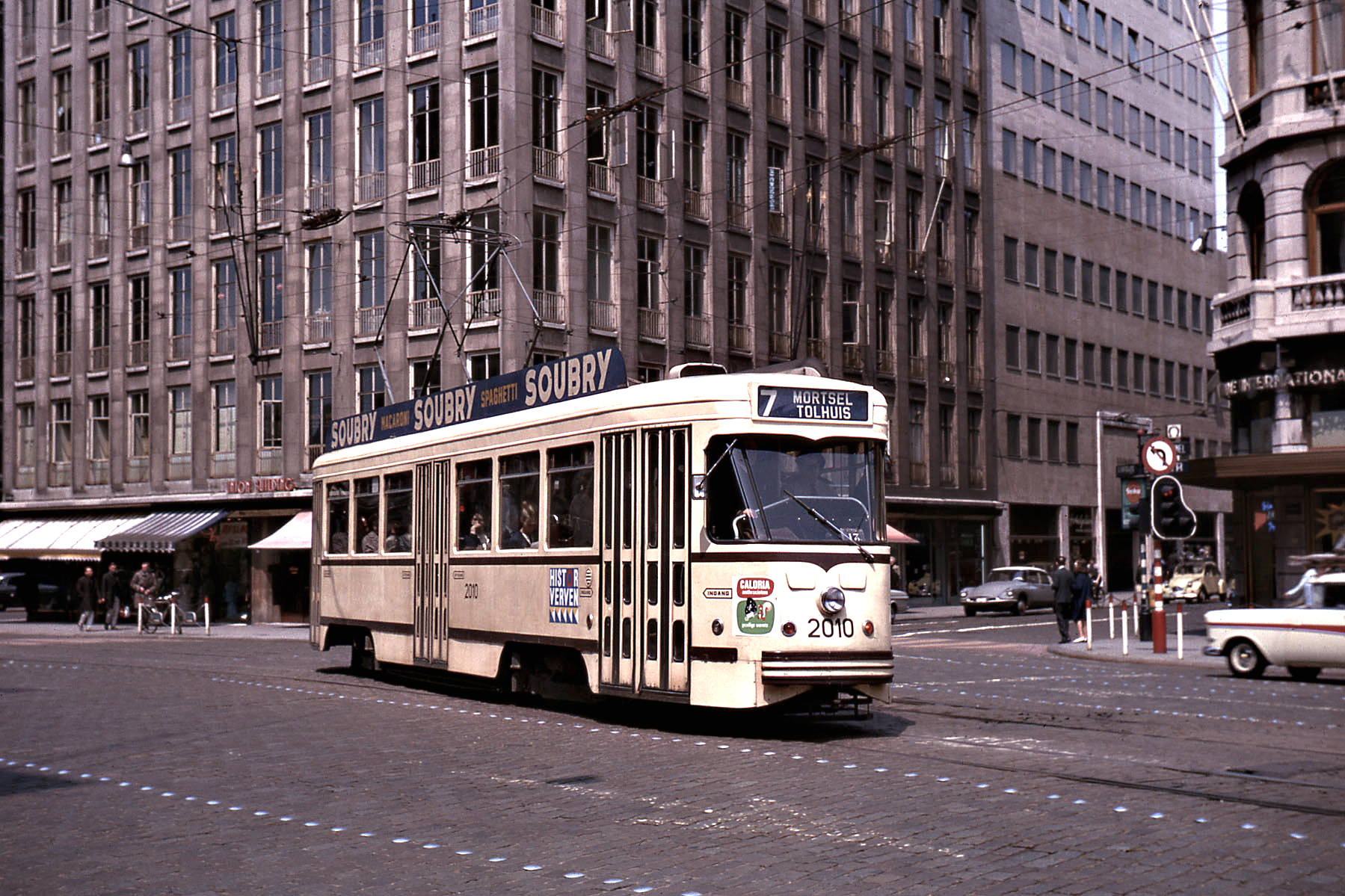
PCCカー（T.A.O.塗装、1964年撮影）
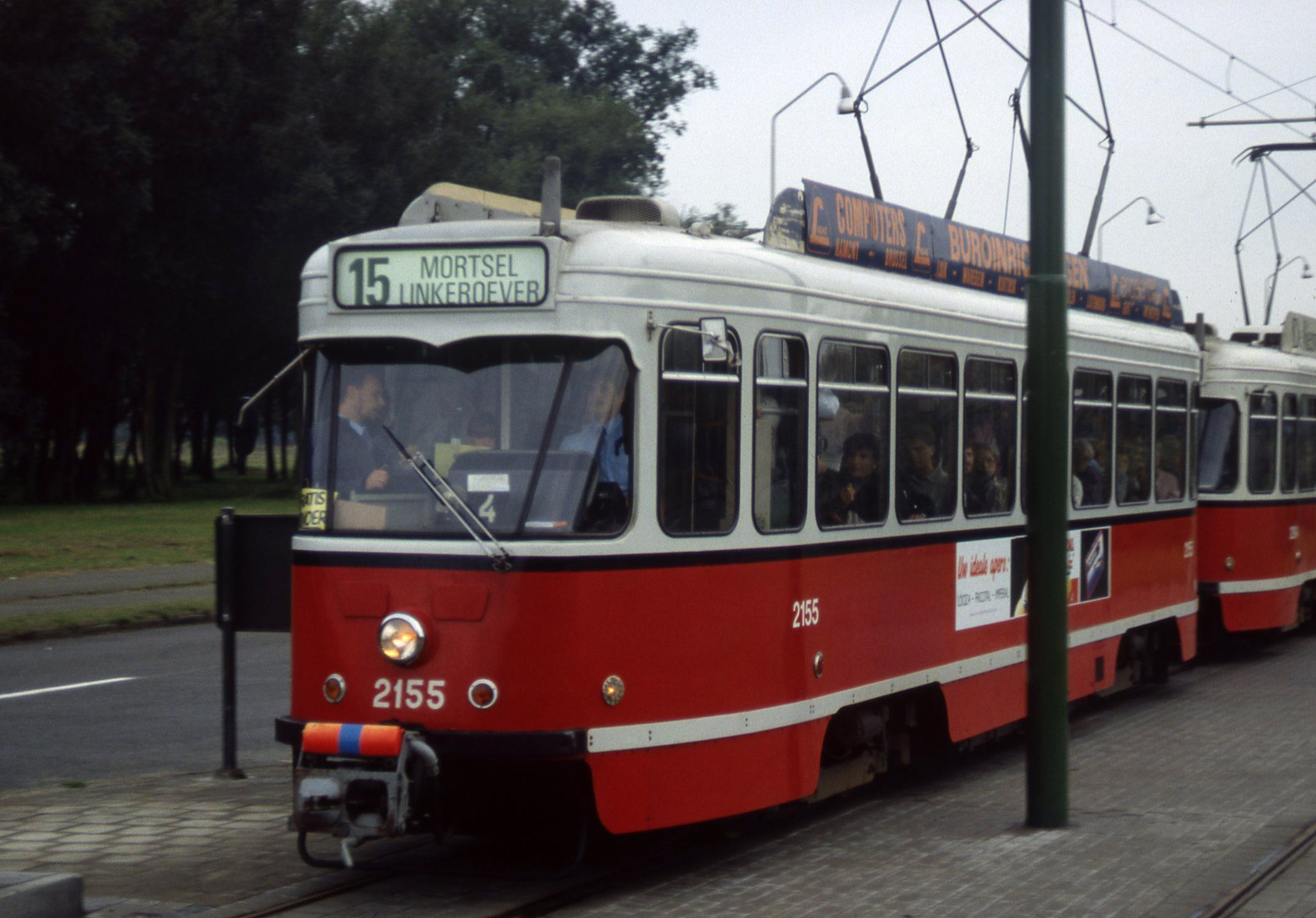
PCCカー（MIVA塗装、1990年撮影）
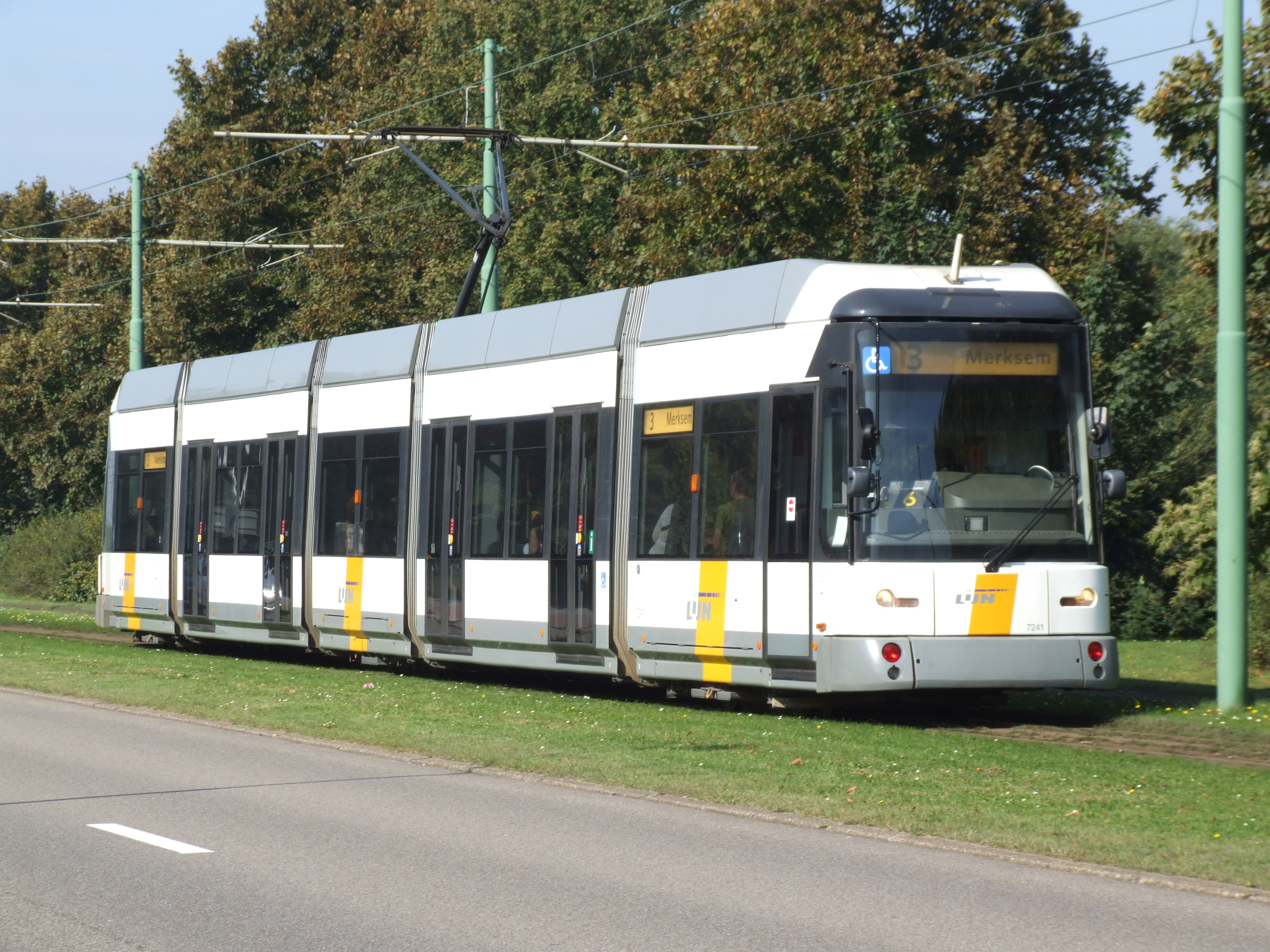
"ヘアメレイン"（2005年撮影）
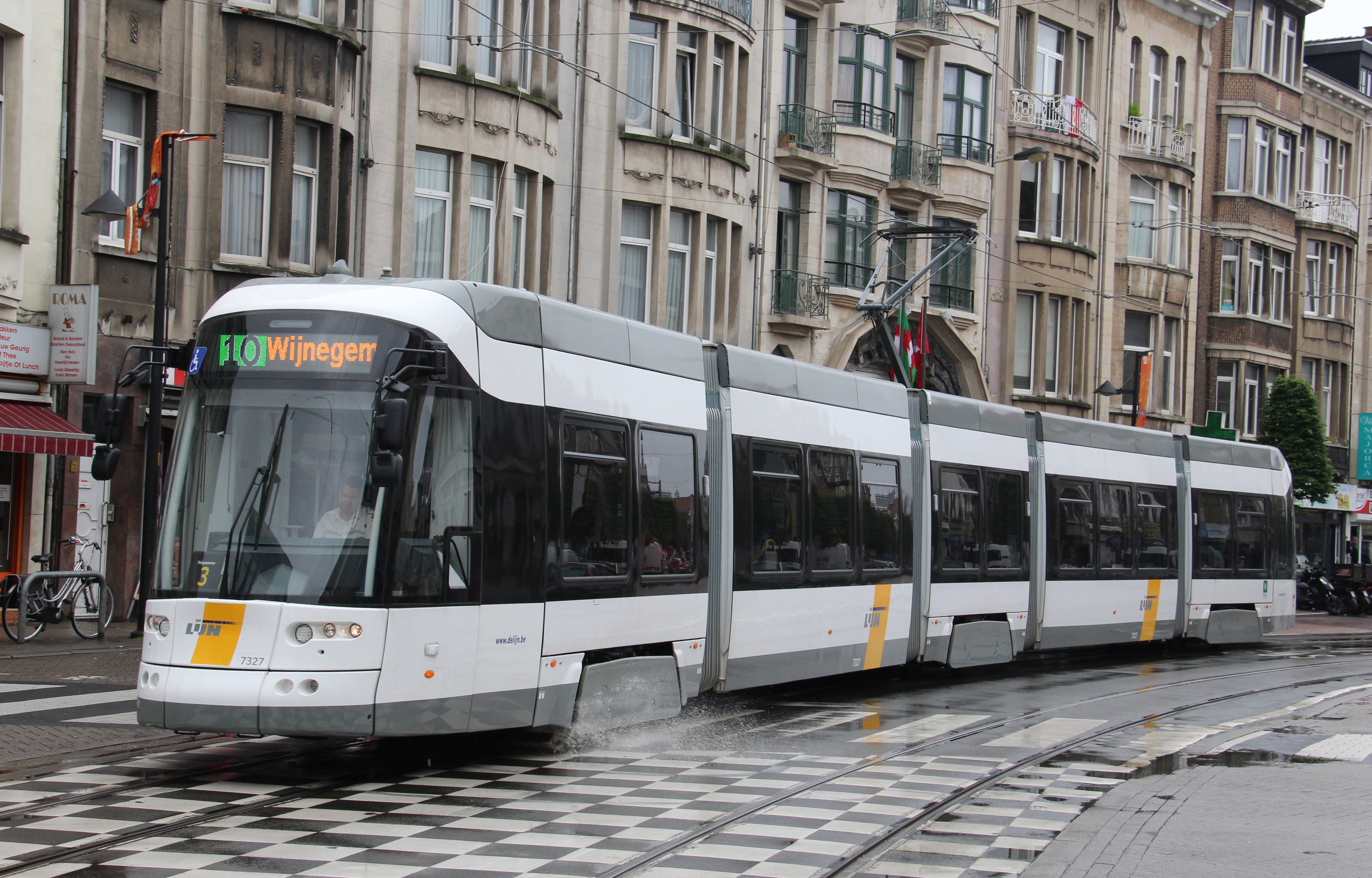
"アルバトロス"（2016年撮影）

### 導入予定車両
2017年、ドゥ・レインは同事業者が運営する各地の路面電車の近代化を目的に、スペインのCAFとの間に新型超低床電車のウルボス100（Urbos100）を導入する契約を交わした。その中でアントウェルペン市電に導入されるのは5車体連接式の片運転台車66両で2022年から導入が行われ、2025年までに残存するPCCカーを全て置き換える予定となっている。